# Aħrax Tower

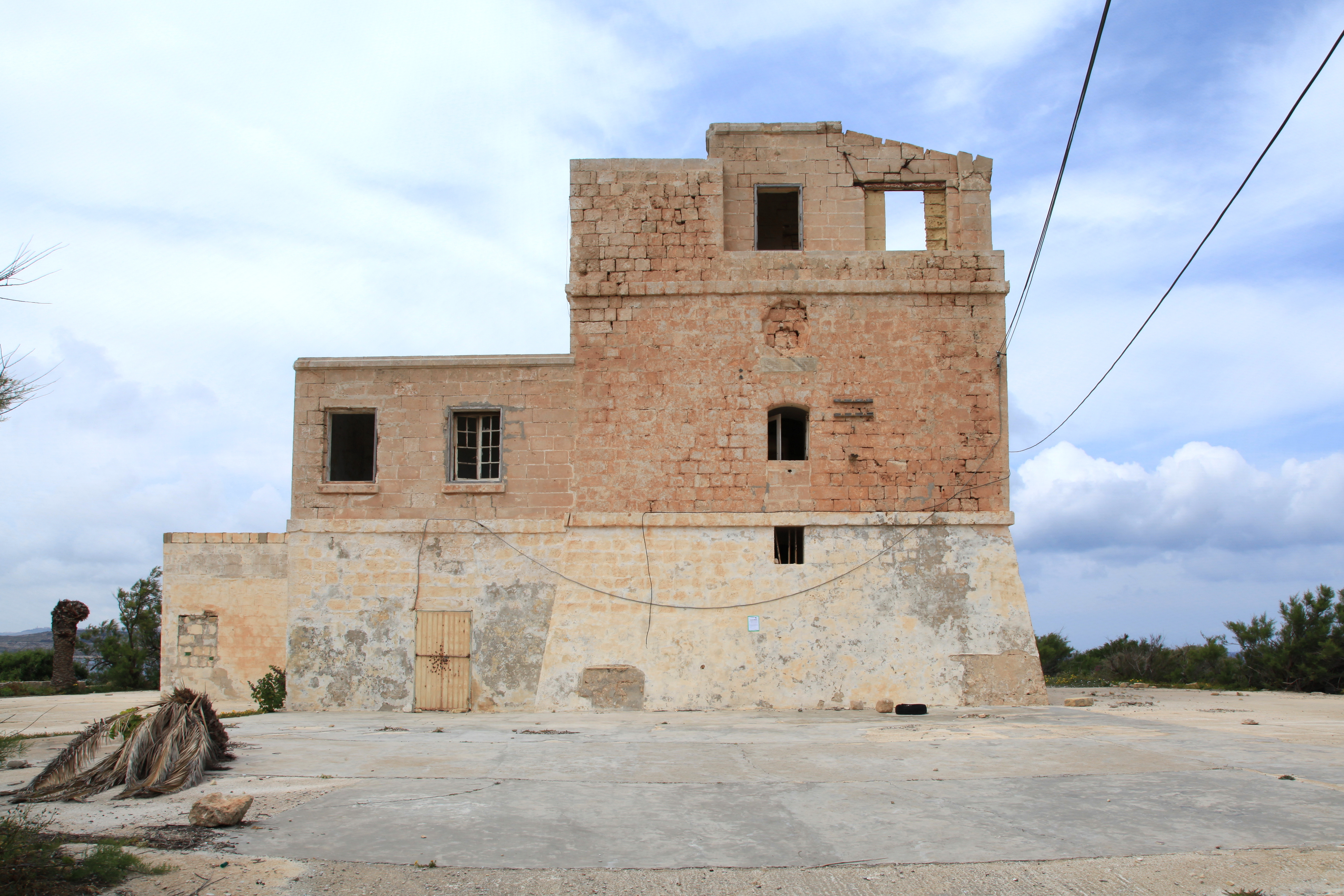
Aħrax Tower

Der Aħrax Tower, auch Torri tal-Armier, White Tower, Ta’ Ħoslien, Ta’ Eslien und Torre Biancha genannt, ist ein ehemaliger Wachturm bei Mellieħa im Nordosten der Insel Malta. Neben dem Turm wurde zwischen 1715 und 1720 eine Artilleriestellung gebaut. Die Anlage ist seit 1995 als Grade-1-Bauwerk denkmalgeschützt.

## Geschichte
Der Turm wurde 1658 unter der Herrschaft des Großmeisters Martin de Redin als sechster der dreizehn De Redin Towers erbaut, eine noch erhaltene Inschrift zeugt von der Errichtung. Die Baukosten betrugen 589 Scudi. Er steht auf einem Hügel zwischen dem Daħlet ix-Xmajjar und dem Daħlet ta’ Eslien (oder Ħoslien) und überwachte den Gozokanal. Bewaffnet war er mit zwei Kanonen, vier Musketen, sechzehn Kanonenkugeln, Musketenkugeln und zehn maltesischen Rotolo (etwa 8 kg) Schwarzpulver. Die Università als Regierungsbehörde Maltas zur Zeit der Ordensherrschaft, zahlte den Sold für den Bombardier und drei Fußsoldaten.
Während der britischen Herrschaft über Malta soll der Palast als Sommerresidenz des Gouverneurs gedient haben.

## Bauwerk
Der ursprüngliche Turm bestand aus zwei Stockwerken. Das Erdgeschoss wurde als Lagerraum für Munition benutzt, während das Obergeschoss als Quartier für den Kommandanten und die Turmbesatzung diente. Die Außenwand ist im unteren Bereich leicht geneigt.
Das Dach der unteren Etage wird von drei Steinbögen gehalten. Die Decke des Obergeschosses ist als Gewölbe ausgebildet, so dass die schweren Geschütze auf dem Dach darüber bewegt und abgefeuert werden konnten. An einer Ecke des flachen Daches befindet sich ein kleiner Turm zum Schutz der Wachleute, das Dach ist von einer Brustwehr umgeben.
Der Zugang erfolgte durch das obere Geschoss über eine Holz- oder Strickleiter. Von dort aus erreichte man das Untergeschoss über eine Leiter und das Dach durch eine Wendeltreppe. An der Ostseite des Turms befindet sich ein Maschikuli als Relikt mittelalterlicher Festungsbaukunst. Während bei den Wignacourt Towers solche Wehrerker noch öfter zu finden sind, fehlen sie bei allen anderen De-Redin-Türmen.
Um 1720 wurde neben dem Turm ein Blockhaus als zusätzliche Befestigungsanlage errichtet, dieses ist erhalten. Hierbei wurde ein Durchgang zum Untergeschoss des Turms geschaffen, um beide Räume im Inneren separat nutzen zu können. Der Aufgang zum Obergeschoss erfolgt nur durch eine außenliegende Treppe vom Blockhaus her. Im März 1918 wurde der Turm an die Naval Authority übergeben, die dort möglicherweise eine Hydrophonstation betrieb, um gegnerische U-Boote auszumachen.
Im Juni 2009 ging das Eigentum am Turm und den umliegenden Grundstücken auf die Gemeinde Mellieħa über. Im November 2016 schloss die Gemeinde einen Überlassungsvertrag auf die Dauer von zehn Jahren mit Dín l-Art Ħelwa, die das Anwesen seitdem in Obhut hat und Rekonstruktionsarbeiten durchführt. Es ist geplant, nach der Restaurierung dort eine Bildungseinrichtung der Organisation unterzubringen.